# Peter Pan (película de 1988)
Peter Pan es una película de animación de 1988 dirigida por Geoff Collins. La trama se basa en la obra clásica del escritor inglés James Matthew Barrie, Peter Pan y Wendy, publicada en 1911, tras una adaptación de Paul Leadon. La película consta con 49 minutos de duración y emplea las voces de Phillip Hinton, Carol Adams y Keith Scott entre otros. La película fue producida por Roz Phillips para el estudio de animación australiano Burbank Films Australia, y fue originalmente emitida por televisión. En la actualidad, los másteres y los derechos de autor sobre la película se encuentran en el dominio público, y aunque no se ha confirmado, se cree que la película pueda tratarse de las varias adaptaciones de la obra de Barrie que se han hecho sin el permiso de los dueños de autor de la misma.

## Reparto
- Phillip Hinton - Capitán Garfio
- Keith Scott
- Daniel Floyd
- Jonathon Panic
- Carol Adams
- Olivia Martin - Wendy
- Jaye Rosenberg
- Ben Brennan
- Michael Anthony